# Schottmalhorn (Steinernes Meer)
Das Schottmalhorn ist ein 2225 m ü. NHN (nach ÖK: 2233 m ü. A.) hoher Berg im Steinernen Meer in den Berchtesgadener Alpen. Vom Kärlingerhaus aus betrachtet erscheint das Schottmalhorn als markante Felssäule auf der gegenüberliegenden Seite des Funtensees und wird gelegentlich mit der Schönfeldspitze verwechselt. Auf das Schottmalhorn führt keine markierte Steiganlage. Der Gipfel ist nur über Kletterrouten ab II. Schwierigkeitsgrad der UIAA erreichbar.

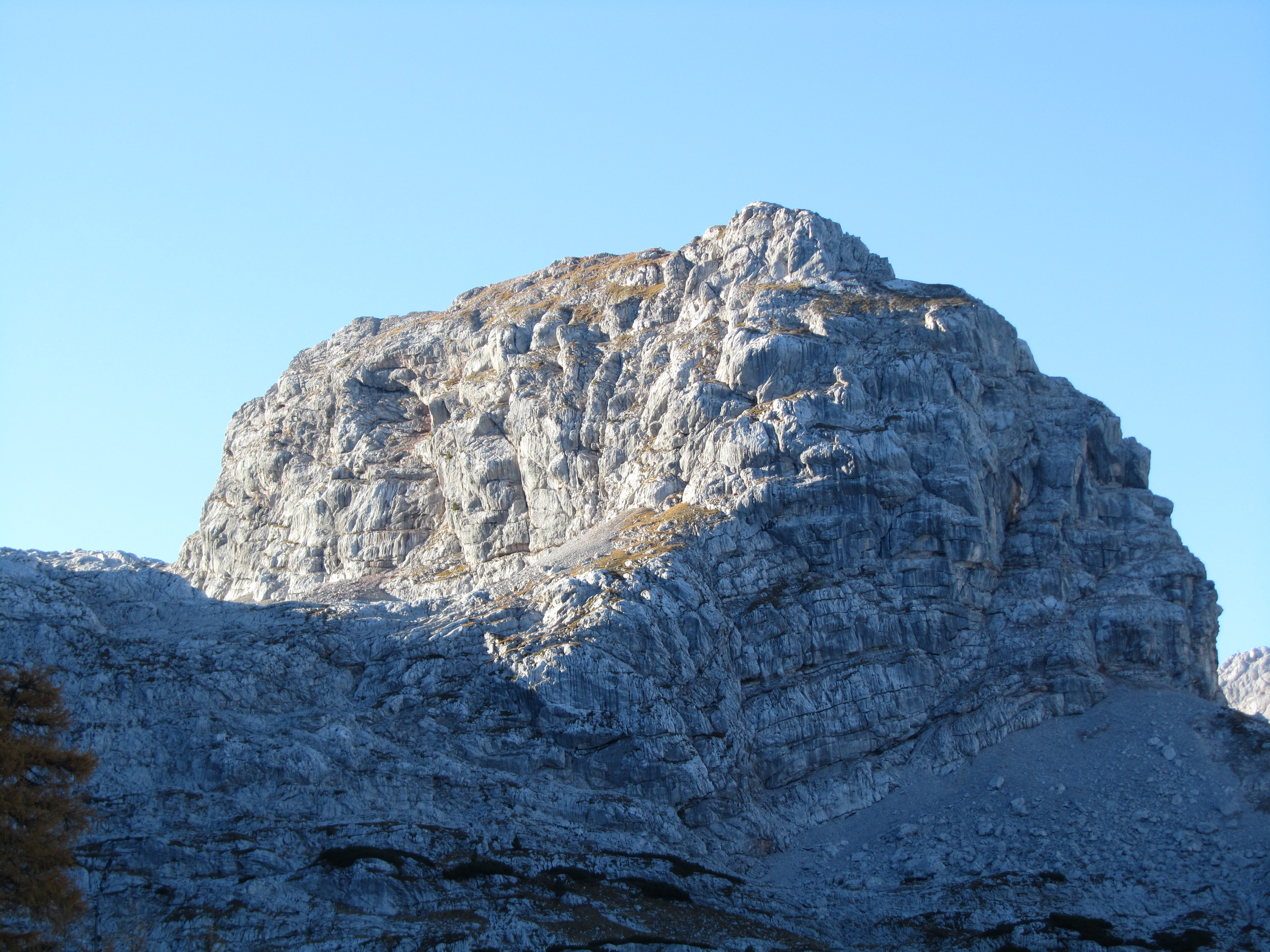
Schottmalhorn von Norden
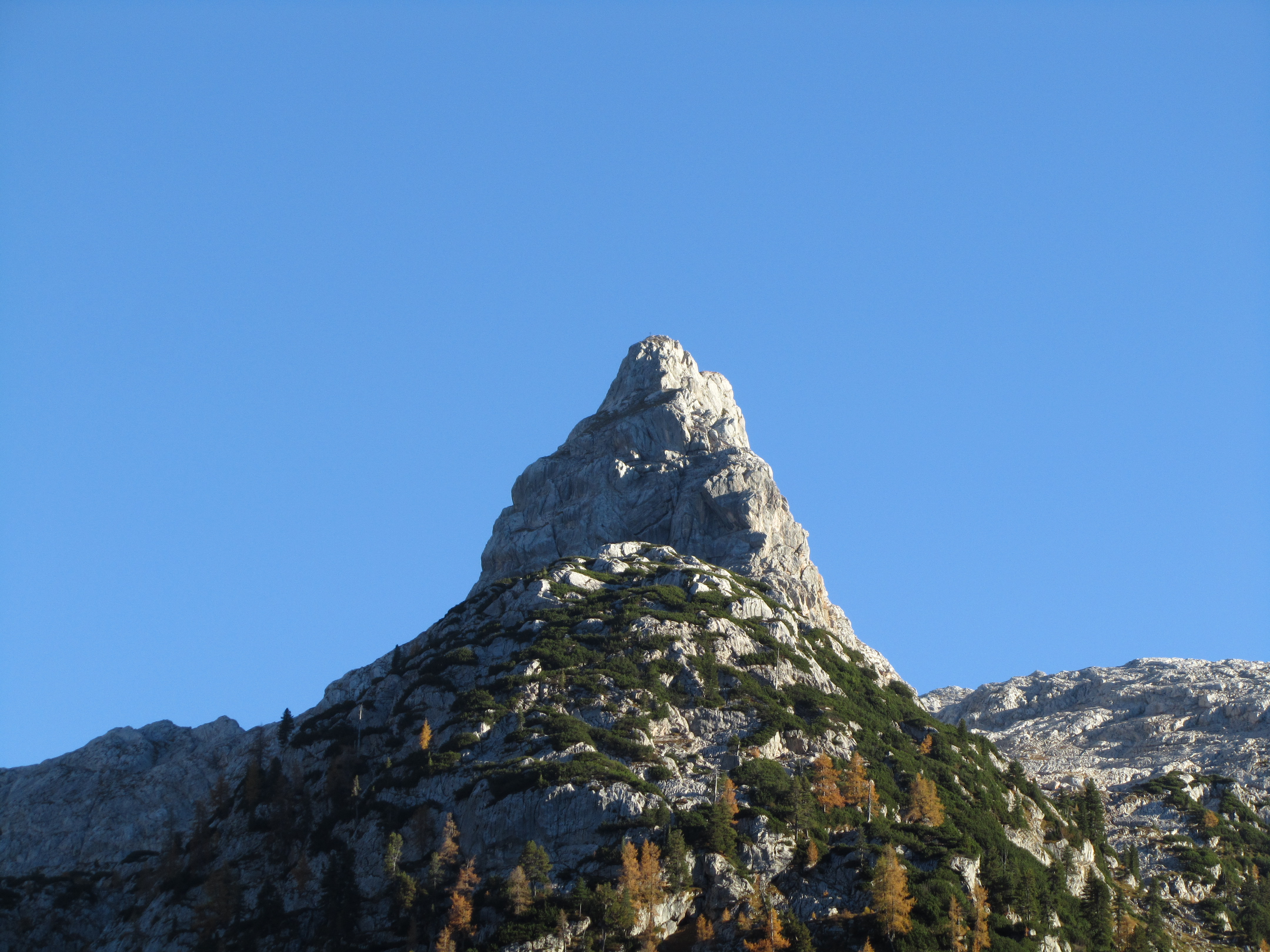
Schottmalhorn von Nordwesten